# Beato Morgan

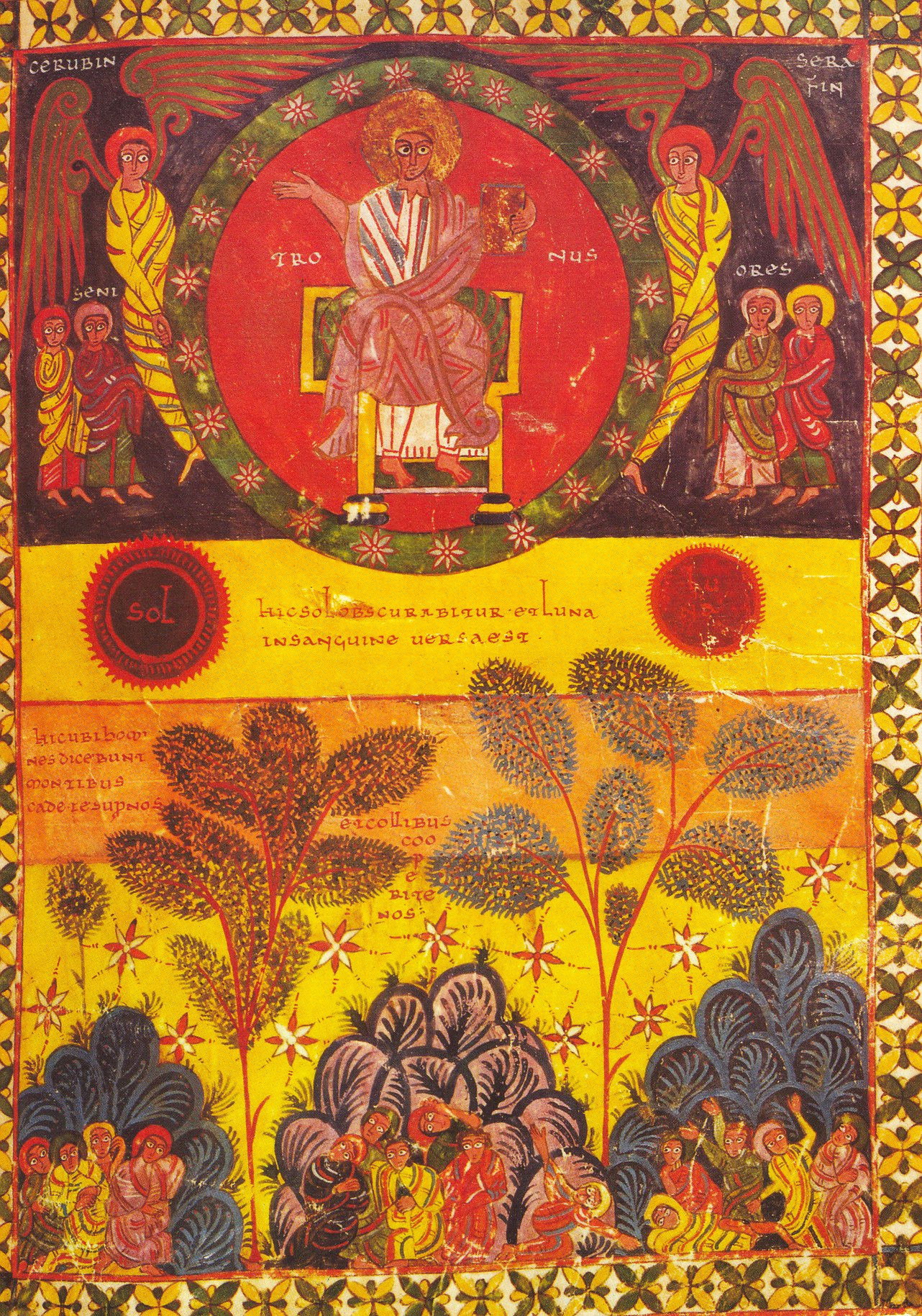
Beato Morgan, f. 112: A abertura do Sexto Selo: E eu vi quando ele abriu o sexto selo, eis que houve um grande terremoto; e o sol tornou-se negro como pano de saco de cabelo, e a lua tornou-se como sangue" (Apocalipse, 6.12)

O Beato Morgan (New York, Morgan Library & Museum, MS 644) é um manuscrito iluminado com miniaturas do artista Magius (ou Maius) do Comentário sobre o Livro do Apocalipse do monge espanhol do século VIII Beatus, que descreveu o fim dos dias e o Juízo Final. Acredita-se que o manuscrito tenha sido produzido dentro e ao redor do scriptorium do Mosteiro de San Miguel de Escalada, na Espanha.